# Adrian Jaśkiewicz
Adrian Jaśkiewicz (ur. 31 stycznia 2002 w Warszawie) – polski pływak specjalizujący się w stylu motylkowym, srebrny medalista mistrzostw Europy.

## Kariera
W 2023 roku podczas uniwersjady w Chengdu zdobył srebrny medal na dystansie 100 m stylem motylkowym.
W lutym 2024 roku na mistrzostwach świata w Dosze w konkurencji 100 m stylem motylkowym z czasem 52,28 zajął 15. miejsce.
Cztery miesiące później podczas mistrzostw Europy w Belgradzie płynął w eliminacjach męskich sztafet 4 × 100 m stylem zmiennym i otrzymał srebrny medal, kiedy Polacy zajęli w finale drugie miejsce. Na dystansie 100 m stylem motylkowym był szósty (51,77).
Na igrzyskach olimpijskich w Paryżu płynął w sztafecie mieszanej 4 × 100 m stylem zmiennym, która zajęła 14. miejsce.